# 拉央拉央
拉央拉央是一個位於马来西亚柔佛州居鑾縣的城鎮，由新邦令金縣議會管轄。城鎮於20世紀初開發，是馬共與英殖民政府衝突期間建立的華人新村之一。
城鎮總面積約227.8平方公里，人口為13,374人（2015年）。

## 設施

### 商業
- MR.DIY
- Maybank
- 加德士

### 教育
- 拉央拉央國中
- 拉央国民型华文小学
- 北幹拉央拉央（Pekan Layang-layang）國民學校
- 拉當烏魯雷米斯（Ladang Ulu Remis）国民型學校（泰米爾語）
- 拉當烏魯雷米斯（Ladang Ulu Remis）国民學校
- 宗教學校（Madrasah Tahfiz Manar El-Hikmah）

## 交通
- 乘座馬來亞鐵道ETS（金馬士－新山中央）到拉央拉央火車站。[3]
- 乘座柔佛公共交通机构（PAJ）SR 002號巴士到達[4]。